# Reisa nationalpark
Reisa nationalpark är en norsk nationalpark i Reisadalen i Nordreisa kommun i Troms fylke. Parken omsluter floden Reisa och ligger på gränsen mot Finland, på finsk sida finns också skyddade områden. Den inrättades 1986 och sträcker sig mot Finnmarksvidda på ett 806 km² stort område med ett av Norges rikaste arktiska växtliv.
Det finns planer på en utökning österut mot våtmarksområdet Goahteluoppal nationalpark på Finnmarksvidda, som skulle utöka ytan med 335 km².

## Geografi, landskap och geologi
Floden Reisa har skurit sig ned i fjället genom den långa och mäktiga Reisadalen. Här finns det stora forsar med ett fritt fall på över 140 meter, varav forsen Mollis med ett fritt fall på 269 meter är störst.
Längre norrut är berget brant och bildar en mäktig kanjon med flera geologiska avsättningar.
Närmare Finland består landskapet av många hedar och myrar.

## Flora och fauna
Tack vare den geologiskt rika och varierande berggrunden är växt- och fågellivet bland de rikaste i landsdelen. Både surhets- och kalkkrävande arter klarar sig här. Totalt finns 525 kärlväxter registrerade och av 230 norska fjällväxter finns 193 i nationalparken. Det finns även östliga eurasiska  växtarter med tät och fin lövskog längs floden. Det finns bland annat lapsk alpros, sibirisk nattviol och korallrot.
Rovfåglar trivs också i området, det finns fjällvråk, kungsörn, hökuggla, tornfalk och jaktfalk. I bland ses även havsörn i parken. Totalt har 140 fågelarter observerats i dalen, bland annat smålom och storlom. Mer ovanliga arter är sädgås, fjällgås och sångsvan.
Djurlivet omfattar järv, europeiskt lodjur och fjällräv. Fjällräven är på klar tillbakagång. Rovdjuren har god tillgång till renkött. Också brunbjörn kan påträffas i parken.
Bland fiskarna finns abborre, lake, gädda och sik.

## Kulturminnen
Reisadalen är mötesplats för tre historiska kulturer: samisk, kvänsk och finsk. Alla folkslagen har sedan länge rötter i området, åtminstone sedan 1500-talet.  
Reisadalen och de omkringliggande fjällområdena har varit viktiga för jakt och fiske och många fångar fortfarande ripor i snara. Tallskogen användes förr till trävirke och tjärbränning, som gav intäkter till många gårdar långt in på 1900-talet. Rester från detta kan man hitta på många platser.